# Биберн (Шаффхаузен)
Биберн (нем. Bibern) — деревня и бывшая коммуна на севере Швейцарии, в кантоне Шаффхаузен. По территории протекает река Бибер (приток Рейна).
До 2008 года имела статус отдельной коммуны. 1 января 2009 года вошла в состав коммуны Тайнген.
Биберн граничит с территориями деревень Хофен, Опфертсхофен, Лон, Тайнген и с Германией.
Население составляет 243 человека (на 31 декабря 2006 года). Официальный код — 2913.
Описание герба коммуны: На жёлтом фоне изображён чёрный бобр, грызущий коричневую ветвь.

## Население
Динамика населения:
| Год  | Население |
| ---- | --------- |
| 1850 | 229       |
| 1880 | 178       |
| 1900 | 143       |
| 1910 | 152       |
| 1930 | 192       |
| 1950 | 189       |
| 1970 | 183       |
| 1990 | 263       |
| 2006 | 243       |

## Фотографии

Панорама Биберна